# Lego Ninjago: Uspon zmajeva
Lego Ninjago: Uspon zmajeva (LEGO Ninjago: Dragons Rising) kanadska je animirana serija na kojoj se temelji LEGO Ninjago igračke, koju proizvodi kanadska tvrtka WildBrain. Serija je nastavak LEGO Ninjago (ranije poznat kao LEGO Ninjago: Masters of Spinjitzu), smještena nakon događaja zadnje sezone Crystalized.
Serija je započela 1. lipnja 2023. na Netflixu, a svoj je službeni debut u Hrvatskoj imala je 26. lipnja 2023. na kanalu Cartoon Network s engleskom sinkronizacijom. Hrvatski titlovi na Netflixu su dostupni od 17. kolovoza 2023., znatno ranije nego li je serija postala dostupna u ponudi Hrvatskog Netlixa, 1. prosinca 2023. Nekoliko tjedana prije, točnije 10. Studenoga 2023. Hrvatska sinkronizacija se počela emitirati na Cartoon Networku.

## Radnja
Mnoga legendarna kraljevstva stvorila su naglu, ali nestabilnu zajednicu s Ninjagom, stvarajući potpuno novi svijet. Spinjitzu Ninja Master Lloyd mora trenirati Arina i Soru, stvoriti novu generaciju heroja i pronaći iskonske zmajeve sposobne spasiti planet, prije nego što zle sile upregnu energiju istih zmajeva da unište novi svijet.

## Pregled serije
Pisci su potvrdili da, u usporedbi sa sezonama prethodne serije, sezone Uspon zmajeva neće imati naslove. Potvrđeno je da će biti objavljene najmanje 2 sezone. U Americi je 1. lipnja 2023. objavljeno prvih deset epizoda kao »originalni« sadržaj Netflixa, dok je drugi dio objavljen 12. listopada 2023.
U Hrvatskoj serija se prikazuje od 17. kolovoza 2023. s hrvatskim podnaslovima na Netflixu, gdje su dostupne samo prvih deset epizoda, dok se na kabelskom kanalu Cartoon Network prikazuje od 10. studenoga 2023. sinkronizirano. Dana 9. ožujka serija je postala dostupna sinkronizirano na streaming platflormi HBO Max.
| Sezona | Sezona | Epizoda | Epizoda             | Netflix SAD         | Hrvatsko prikazivanje | Hrvatsko prikazivanje | Hrvatsko prikazivanje | Hrvatsko prikazivanje |
| Sezona | Sezona | Epizoda | Epizoda             | Netflix SAD         | Netflix Hrvatska      | Cartoon Netwoork      | Cartoon Netwoork      | HBO Max               |
| Sezona | Sezona | Epizoda | Epizoda             | Premijera           | Premijera             | Premijera             | Finale                | Premijera             |
| ------ | ------ | ------- | ------------------- | ------------------- | --------------------- | --------------------- | --------------------- | --------------------- |
|        | 1.     | 20      | 10                  | 1. lipnja 2023.     | 17. kolovoza 2023.    | 10. studenoga 2023.   | 1. prosinca 2023.     | 9. ožujka 2024.       |
| 10     | 1.     | 20      | 12. listopada 2023. | 1. svibnja 2024.    |                       | 10. studenoga 2023.   | 1. prosinca 2023.     | 9. ožujka 2024.       |
|        | 2.     | 20      | 10                  | 4. travnja 2024.    | Još nije najavljeno   | 27. svibnja 2024.     | 7. lipnja 2024.       | 20. listopada 2024.   |
| 10     | 2.     | 20      | 3. listopada 2024.  | Još nije najavljeno | 12. svibnja 2025.     | 21. svibnja 2025.     | 16. ožujka 2025.      |                       |
|        | 3.     | 20      | 10                  | 4. listopada 2025.  | Još nije najavljeno   | Još nije najavljeno   | Još nije najavljeno   | 11. svibnja 2025.     |
| 10     | 3.     | 20      | –                   | 4. listopada 2025.  | Još nije najavljeno   | Još nije najavljeno   | Još nije najavljeno   |                       |

| Epizoda | Originalni naslov                  | Netflix naslov            | HBO naslov                |
| ------- | ---------------------------------- | ------------------------- | ------------------------- |
| 1.      | The Merge                          | Spajanje, 1. dio          | Spajanje: Prvi dio        |
| 2.      | The Merge                          | Spajanje, 2. dio          | Spajanje: Drugi dio       |
| 3.      | Crossroads Carnival                | Karneval Raskrižja        | Karneval na Raskršču      |
| 4.      | Beyond Madness                     | Izvan Ludila              | Iza ludila                |
| 5.      | Writers of Destiny                 | Pisci Sudbine             | Pisci sudbine             |
| 6.      | Return to Imperium                 | Povratak u Imperium       | Povratak u Imperij        |
| 7.      | Mindless Beasts                    | Bezumne zvijeri           | Bezumne zvijeri           |
| 8.      | I Will Be the Danger               | Ustanak                   | Ja ću biti opasnost       |
| 9.      | The Calm Inside                    | Unutarnji mir             | Zatišje iznutra           |
| 10.     | The Battle of the Second Monastery | Bitka za drugi samostan   | Bitka Drugog Samostana    |
| 11.     | The Temple of the Dragon Cores     | Hram zmajskih jezgri      | Hram zmajevih jezgri      |
| 12.     | Gangs of the Sea                   | Bande s mora              | Bande mora                |
| 13.     | Wyldly Inappropriate               | Neprikladno ponašanje     | Krajnje neprikladno       |
| 14.     | The Last Djinn                     | Posljednji džin           | Posljednji djinduh        |
| 15.     | They Call It Doom                  | Ispit sudbine             | To se zove propast        |
| 16.     | Land of Lost Things                | Zemlja izgubljenih stvari | Zemlja izgubljenih stvari |
| 17.     | The Administration                 | Uprava                    | Administracija            |
| 18.     | Absolute Power                     | Apsolutna moć             | Apsolutna moć             |
| 19.     | We Are All Dragons                 | Svi smo mi zmajevi        | Svi smo mi zmajevi        |
| 20.     | The Power Within                   | Unutarnja snaga           | Moć iznutra               |

| Epizoda | Originalni naslov          | Netflix naslov | HBO naslov            |
| ------- | -------------------------- | -------------- | --------------------- |
| 1.      | The Blood Moon             | –              | Krvavi mjesec         |
| 2.      | Shattered Dreams           | –              | Razoreni snovi        |
| 3.      | Beyond the Phantasm Cave   | –              | Iza špilje fantazma   |
| 4.      | Force From the East        | –              | Sila s istoka         |
| 5.      | The Spell at the Waterfall | –              | Čarolija pod slapom   |
| 6.      | To Mysterium               | –              | U Misterij            |
| 7.      | Fugitives From Madness     | –              | Bjegunci iz ludila    |
| 8.      | Secrets of the Wyldness    | –              | Tajne Divljosti       |
| 9.      | The Forest of Spirits      | –              | Šuma duhova           |
| 10.     | Rising Ninja               | –              | Uspon nindža          |
| 11.     | The Shape of Motion        | –              | Oblik kretanja        |
| 12.     | Enter the City of Temples  | –              | Ulazak u Grad hramova |
| 13.     | They Gather for the Feast  | –              | Okupljanje za gozbu   |
| 14.     | Inside the maze            | –              | U labirintu           |
| 15.     | United We Fall             | –              | Ujedinjeni padamo     |
| 16.     | Truth and Lies             | –              | Istine i laži         |
| 17.     | The Sword Shatters         | –              | I puče mač            |
| 18.     | Clues and Suspects         | –              | Tragovi i sumnjivci   |
| 19.     | The Final Game             | –              | Posljednji meč        |
| 20.     | Elements of Betrayal       | –              | Elementi izdaje       |

| Epizoda | Originalni naslov                    | Netflix naslov | HBO naslov                             |
| ------- | ------------------------------------ | -------------- | -------------------------------------- |
| 1.      | The Missing                          | –              | Nestali                                |
| 2.      | The Ultimate Object of Admiration    | –              | Predmet najvećeg divljenja             |
| 3.      | The Spectral Lands                   | –              | Sablasna oblast                        |
| 4.      | The Great Zane Robbery               | –              | Zaneova pljačka vlaka                  |
| 5.      | I Alone Can Save Them                | –              | Samo ih ja mogu spasiti                |
| 6.      | Fallen Wishes                        | –              | Propale želje                          |
| 7.      | Their Draconic Majesty’s Request     | –              | Zahtjev njihova zmajevskog veličanstva |
| 8.      | Crashing Together                    | –              | Sudareni skupa                         |
| 9.      | Chaos Unchained                      | –              | Oslobođeni kaos                        |
| 10.     | The Shatter Dragon                   | –              | Razdrizmaj                             |
| 11.     | The Hollow Ones                      | –              | –                                      |
| 12.     | Human Resources                      | –              | –                                      |
| 13.     | Between You and Lee                  | –              | –                                      |
| 14.     | Casket of Bones                      | –              | –                                      |
| 15.     | The Screaming Earth                  | –              | –                                      |
| 16.     | Under the Light of a Mechanical Moon | –              | –                                      |
| 17.     | The Vault of Focus                   | –              | –                                      |
| 18.     | For Whom the Bell Tolls              | –              | –                                      |
| 19.     | When Doves Cry                       | –              | –                                      |
| 20.     | Chaos Reigns                         | –              | –                                      |

## Glasovna postava i sinkronizacija
| Lik               | Izvorni glas        | Hrvatski glas                                                                                     |
| ----------------- | ------------------- | ------------------------------------------------------------------------------------------------- |
| Arin              | Deven Mack          | Jan Kovačić                                                                                       |
| Sora              | Sabrina Pitre       | Helena Novosel                                                                                    |
| Lloyd Garmadon    | Sam Vincent         | Lucija Barišić                                                                                    |
| Kai               | Vincent Tong        | Daniel Dizdar                                                                                     |
| Nya               | Kelly Metzger       | Sandra Hrentar Matić                                                                              |
| Rapton            | Giles Panton        | Goran Vrbanić                                                                                     |
| Lord Ras          | Brian Drummond      | Branko Smiljanić (Prve epizode S01), Denin Serdarević (Zadnje epizode S01) Domagoj Janković (S02) |
| Riyu              | Brian Drummond      | Izvorni glas uzet                                                                                 |
| Beatrix           | Nicole Oliver       | Mirta Zečević                                                                                     |
| Zane              | Brent Miller        | Goran Vrbanić                                                                                     |
| Wyldfyre/Stihija  | Kazumi Evans        | Dora Trogrlić                                                                                     |
| Jordana           | Diana Kaarina       | Ana Ćapalija                                                                                      |
| Master Wu         | Paul Dobson         | Daniel Dizdar                                                                                     |
| Cole              | Andrew Francis      | Nikola Marjanović                                                                                 |
| Jay Walker/Gordon | Michael Adamthwaite | Mladen Vujčić                                                                                     |

### Hrvatska sinkronizacija
- Studio: Livada Produkcija
- Režija: Neven Marinac
- Prijevod: Željko Torbica
- Pjevačica uvodne pjesme: Mateja Majerle
- Narator: Vinko Štefanac

## Vanjske poveznice
- Lego Ninjago: Uspon zmajeva u internetskoj bazi filmova IMDb-a